# Balkan (distrikt)
Balkan (bulgariska: Балкан) är ett distrikt i Bulgarien.   Det ligger i kommunen Obsjtina Stambolovo och regionen Chaskovo, i den centrala delen av landet, 210 kilometer sydost om huvudstaden Sofia.
Trakten runt Balkan består till största delen av jordbruksmark. Runt Balkan är det ganska glesbefolkat, med 38 invånare per kvadratkilometer.